# Emilia Mucha
Emilia Mucha est une joueuse de volley-ball polonaise née le 7 décembre 1993 à Garwolin. Elle mesure 1,86 m et joue au poste de réceptionneuse-attaquante. Elle totalise 36 sélections en équipe de Pologne.

## Clubs
| Club                   | De        | À         |
| ---------------------- | --------- | --------- |
| Sparta Varsovie        | 2006-2007 | 2009-2010 |
| Pałac II Bydgoszcz     | 2010-2011 | 2010-2011 |
| Pałac Bydgoszcz        | 2011-2012 | 2012-2013 |
| Muszynianka Muszyna    | 2013-2014 | 2013-2014 |
| KS Developres Rzeszów  | 2014-2015 | 2014-2015 |
| BKS Stal Bielsko-Biała | 2015-2016 | 2018-2019 |
| MKS Radomka Radom      | 2019-2020 | 2019-2020 |
| KS Pałac Bydgoszcz     | 2020-2021 | …         |

## Palmarès
- Coupe de Pologne
  - Finaliste : 2014.